# سیارک ۱۶۴۳۹
سیارک ۱۶۴۳۹ (به انگلیسی: 16439 Yamehoshinokawa، نامگذاری:1989BZ) شانزده هزار و چهارصد و سی و نهمین سیارک کشف شده‌است که در ۳۰ ژانویه ۱۹۸۹ کشف شد.